# تابش، انتشار
تابش، انرژیِ در حال حرکت است. بعضی از انواع انرژی نظیر گرما و نور به صورت امواج نامرئی از این سو به آن سو منتشر می‌شوند. تابش دیگری نیز وجود دارند که از ذره‌های بسیار ریزی تشکیل شده‌اند و با سرعت بسیار زیاد از اتم‌ها خارج می‌شوند. پرتوهای کیهانی که از فضا می ایند از ذره‌ها تشکیل شده‌اند. مواد پرتوزا تابش‌هایی دارند که بخشی به صورت ذره و بخش دیگر به صورت موج است.

## پرتوزایی
وقتی صحبت از تابش نیرو گاه‌های هسته‌ای می‌شود منظور آمیزه‌ای از تابش ذره‌ای و موجی است که از مواد پرتوزا خارج می‌شود. این مواد از اتم‌هایی تشکیل شده‌اند که ضمن پرتاب ذره‌های ریز اتمی به اتم‌های مختلف دیگری تبدیل می‌شوند.
در تابش ذره‌ای، دو نوع ذره به نام آلفا و بتا وجود دارد. هر ذره بتا یک الکترون، و هر ذره آلفا مجموعه‌ای از دو پروتون و دو نوترون است. از مواد پرتوزا، پرتو گاما نیز خارج می‌شود که به صورت موج حرکت می‌کند و حامل مقداری انرژی است. دانشمندان برای اندازه‌گیری میزان پرتوزایی مواد پرتوزا از شمارنده گایگر استفاده می‌کنند.

## پرتوزایی مفید
تابش هسته‌ای کاربردهای فراوانی دارد. پزشکان از این تابش کشتن سلول‌های سرطانی استفاده می‌کنند و نیز طرز کار اندام‌های مختلف نظیر کلیه را به کمک مواد پرتوزا معاینه و بررسی می‌کنند.
پزشکان باید مواظب باشند از مواد پرتوزا زیاد استفاده نکنند وگرنه ممکن است برای بیمار خطرناک باشد. فضاپیماها که به فواصل زیاد از خورشید در حرکت اند، از مواد پرتوزا برای تولید برق استفاده می‌کنند. از مواد پرتوزا به عنوان منبع‌های قابل نقل و انتقال و نیرومند گاما استفاده می‌شود. به کمک ترک خوردگی میله‌های فولادی ساختمان‌ها و پل‌ها را به روش پرتو ایکس مشخص می‌کنند.

## مواد پرتوزا
۵۰ نوع نوع ماده پرتوزا به صورت طبیعی کشف شده‌است که اورانیم از همه معروف تر است. بیش از۲۰۰۰ نوع را می‌توان به صورت مصنوعی ساخت که پلوتونیم یکی از آن هاست.

## تابش الکترومغناطیسی
بیشتر تابش‌های موجی از یک خانواده، یعنی از خانواده امواج الکترومغناطیسی هستند. این امواج از خلا نیز می‌گذرند. و به همین دلیل نور و گرما از خورشید به ما می‌رسد. همه این امواج در خلا با سرعت یکسانی پیش می‌روند که همان سرعت انتشار نور (۳۰۰٬۰۰۰ کیلومتر بر ثانیه) است. اما فرکانس و طول موج آن‌ها با هم متفاوت است.

## پرتو کیهانی
پرتو کیهانی، با سرعتی تقریباً برابر سرعت نور، از فضای خارج به ما می‌رسد. این نوع تابش از ذره‌های بسیار ظریف اتمی تشکیل شده‌است. چون سرعت این ذره‌ها زیاد است، انرژی زیادی دارند. اختر شناسان عقیده دارند که بسیاری از ذره‌های کیهانی از انفجار ستاره‌های عظیمی که به ابر نو اختر مشهورند حاصل می‌شود، هر چند بخشی از انها از خورشید و بخشی نیز از کهکشان‌ها می ایند.

## تابش صوت
صوت نیز نوعی تابش است. وقتی صحبت می‌کنید صوت از دهان شما می‌تابد و جذبِ گوش‌های شوندگان می‌شود. امواج صوتی جبهه‌های فشرده ظریف هوا هستند که در هوا منتشر می‌شوند. سرعت انتشار آن‌ها ۳۳۰ متر بر ثانیه یعنی حدود یک میلیون بار کم تر از سرعت نور است.
نت‌های بم موسیقی کمترین فرکانس و بلندترین طول موج را دارند. فرکانس‌های صوتیِ بیشتر از حد شنواییِ انسان را فراصوتی یا ماورای صوت می‌نامند.

## خطرهای تابش
مقدار کمی تابش همواره در فضای اطراف ما وجود دارد که از مواد پرتوزای درونِ زمین حاصل می‌شود. این تابش را تابش زمینه می‌نامند و معمولاً بی ضرر است. اما چون تابش زیاد ممکن است خطر افرین باشد باید دانشمندان همواره آن را بررسی کنند و راه پیشگیری از خطر را بیابند. مثلاً گاز رادون که پرتوزاست از زمین به خارج نشت می‌شود و در بعضی جاها ممکن است در خانه‌ها جمع شوند. باید با استفاده از تلمبه گاز را خارج و خطر آن را برطرف کنند.
انفجار بمب اتمی و بروز حادثه در نیرو گاه‌های اتمی تابش کافی را برای کشتن افرادی که در آن حوالی هستند ایجاد می‌کند. این تابش‌ها ممکن است چندین سال بعد شخص را به سرطان مبتلا کنند. به همین سبب نیرو گاه‌های اتمی دیواره‌های ضخیم سیمانی دارند تا از انتشار تابش به خارج جلوگیری شود و اشخاصی که در این محل‌ها کار می‌کنند لباس‌های مخصوصی می‌پوشند که آن‌ها را در برابر تابش حفظ می‌کند.

## حفاظت در برابر سه تا از پرتوها
- ذرات الفا

با ورقه کاغذ متوقف می‌شوند.
- ذرات بتا

ورقه‌ای به ضخاما ۳ میلی‌متر از فلز یا ۶ میلی‌متر از چوب آن را متوقف می‌کند.
- پرتو گاما

از دیوار ۵ تا ۱۰ سانتی‌متری سرب یا ۳۰ تا ۶۰ سانتی‌متری سیمان عبور نمی‌کند.

## تاریخچه
همیشه نور و گرما را می شناخته‌ایم اما پرتوزای و تابش‌های نامرئی الکترومغناطیسی را حدودا از۱۰۰ سال پیش شناخته‌ایم. هنریش هرتز در ۱۸۸۷ امواج رادیویی و ویلهلم رونتگن در ۱۸۹۵ پرتو ایکس را کشف کرد. در ۱۸۹۶ هنری بکرل کشف کرد که از اورانیم تابش خارج می‌شود و این خاصیت را پرتوزایی نامید. ماری کوری به دنبال مواد پرتوزای دیگر رفت و رادیم و پولونیم را کشف کرد. این کشفیات دانشمندان را در شناخت اتم یاری دادند.

## منبع
دانشنامه کودکان و نوجوانان اکسفورد، چاپ ششم. تهران، نشر نی، ۱۳۸۸. شابک ‎۹۶۴−۳۱۲−۳۱۲-X (ج.۱)